# Washington Square Park

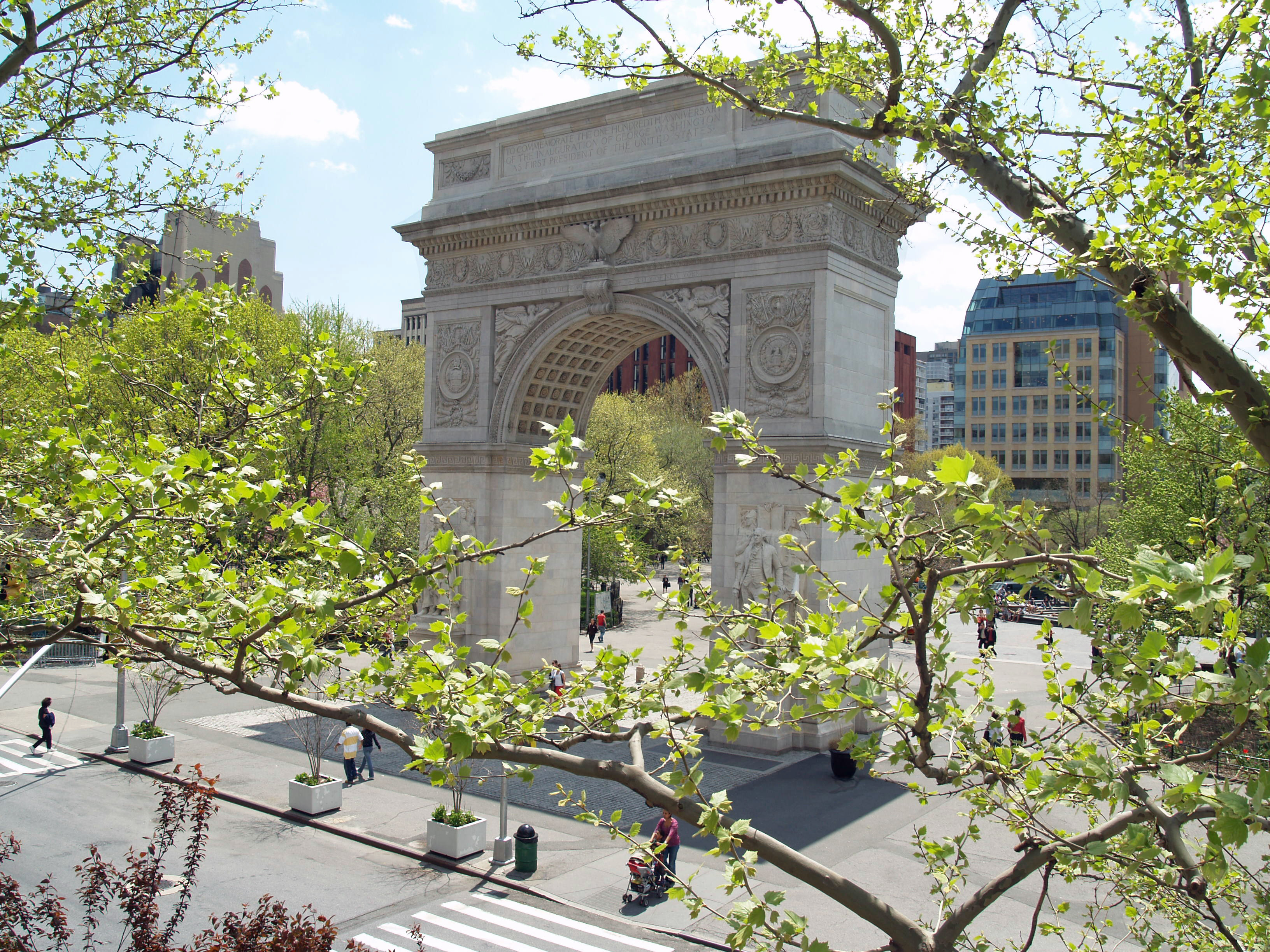
De triomfboog aan de noordzijde van Washington Square Park

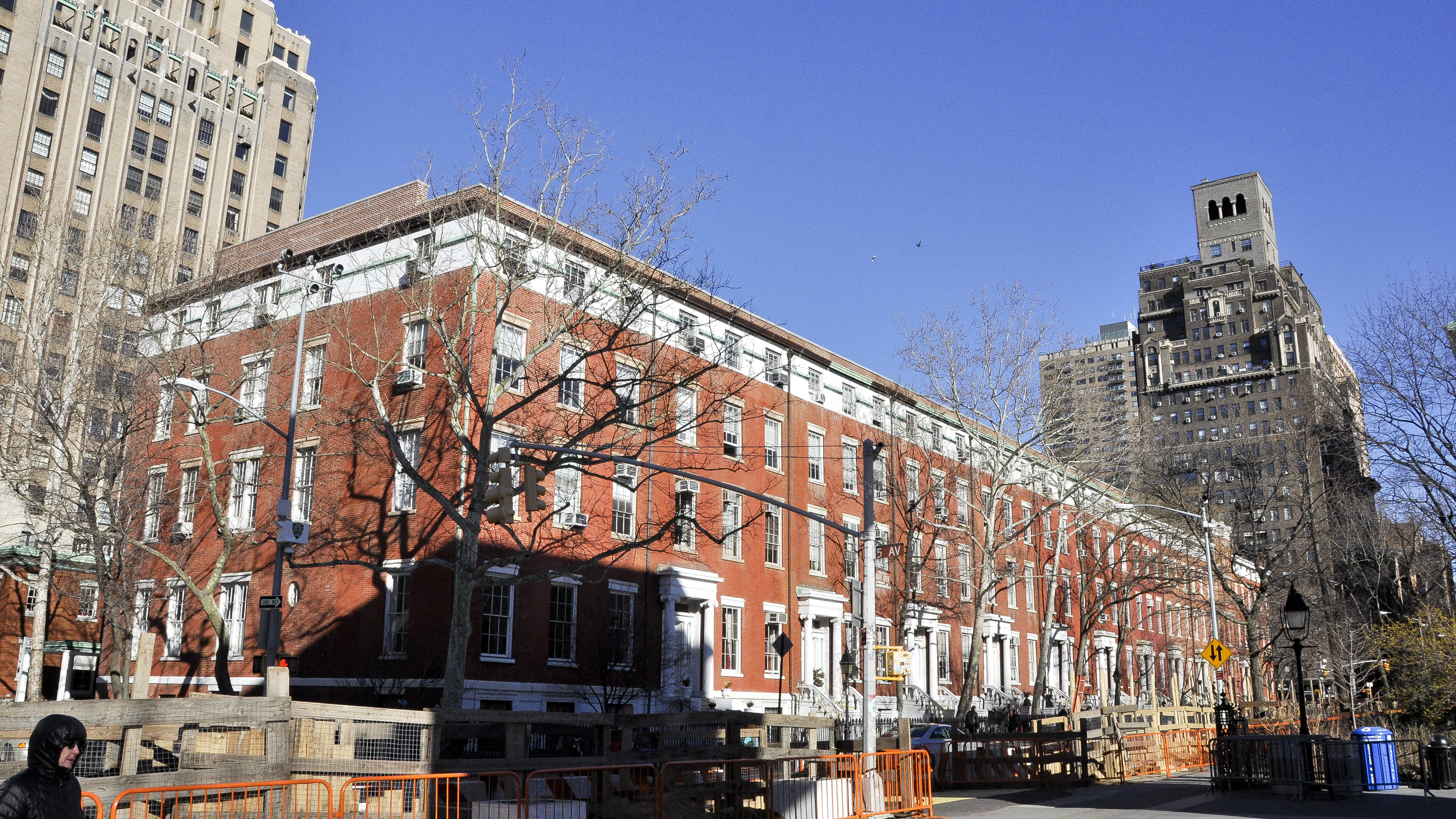
Greek Revival huizen aan Washington Square Park

Het Washington Square Park ligt in de wijk Greenwich Village in de stad New York aan het begin van Fifth Avenue. Het stadspark wordt beheerd door het New York City Department of Parks and Recreation.

## Historie
De oorspronkelijke bewoners kenden het als moerassig land. Vanaf 1642 was het gebied deels in handen van door de West-Indische Compagnie vrijgelaten slaven die er gewassen verbouwden. Later werd het een begraafplaats, en in 1826 werd het een exercitieterrein, de Washington Parade Ground. In 1870 werd het terrein omgevormd tot een park. Ter gelegenheid van de herdenking van de inhuldiging van de eerste president van de Verenigde Staten, George Washington, werd in 1889, 100 jaar na diens inauguratie, een houten triomfboog voor het park geplaatst. In 1895 werd deze vervangen door een marmeren triomfboog, ontworpen door Stanford White. In het park bevindt zich ook een monument voor Giuseppe Garibaldi.
Jarenlang was er strijd tussen diegenen die het park en zijn omliggende gebouwen wilden moderniseren en zij die voor behoud kozen. De huizenrij uit baksteen in Greek Revival stijl die rond 1830 werden gebouwd toen Washington Square een populaire woonplaats voor New Yorkers was, kon van de sloop worden gered.